# آرجس
آرجس (به لاتین: Aarjes) در لبنان است که در استان شمالی لبنان واقع شده‌است.